# 新世纪出版社 (广东)
新世纪出版社，是中国大陆的一家出版社，出版代号5583，成立于1985年，隶属于南方出版传媒股份有限公司，总部位于广东省广州市，主要出版婴幼儿图画书、幼教教材、少儿教养类、游戏类、手工类图书、儿童文学读物、英语教学类读物、工具书、漫画书等各种适合少年儿童阅读的图书，以及生活实用类和自然类图书。